# 陈乾旺
陈乾旺，中国科学技术大学教授，主要从事纳米材料的合成和应用的研究工作。任中华人民共和国教育部第五批"长江学者"特聘教授，曾获中国科学技术大学理学博士学位。